# Плонхави
Плонхави (пол. Płąchawy) — село в Польщі, у гміні Плужниця Вомбжезького повіту Куявсько-Поморського воєводства.
Населення — 502 особи (2011).
У 1975-1998 роках село належало до Торунського воєводства.

## Демографія
Демографічна структура станом на 31 березня 2011 року:
|          | Загалом | Допрацездатний вік | Працездатний вік | Постпрацездатний вік |
| -------- | ------- | ------------------ | ---------------- | -------------------- |
| Чоловіки | 248     | 63                 | 164              | 21                   |
| Жінки    | 254     | 54                 | 151              | 49                   |
| Разом    | 502     | 117                | 315              | 70                   |